# موريس بلانشو
موريس بلانشو (22 سبتمبر 1907 - 20 فبراير 2003) (بالفرنسية: Maurice Blanchot)‏ هو كاتب وفيلسوف وفيلسوف ومُنظّر أدبي فرنسي، أثّر بلانشو في أعماله تأثيرًا قويًا على فلاسفة ما بعد البنيوية مثل جيل دولوز، وميشيل فوكو، وجاك دريدا وجان-لوك نانسي.

## السيرة الذاتية

### قبل عام 1945
وُلد بلانشو في قرية «كوين» الفرنسية، في الثاني والعشرين من سبتمبر عام 1907. درس الفلسفة في جامعة ستراسبورغ. أصبح موريس صديقًا حميمًا مع إيمانويل ليفيناس عالِم الظواهر (الفينومينولوجيا) اليهودي الليتواني المولود في فرنسا. عمل في حياته المهنية كصحفيّ سياسي في باريس، ليشغل منصب رئيس تحرير لصحيفة التيار المُحافظ اليومية في الفترة بين عامي (1932-1940). ساهم في أوائل الثلاثينيات من القرن العشرين بسلسلة من الصحُف اليومية الراديكالية؛ في الوقت الذي كان يعمل فيه أيضًا محررًا لصحيفة (لي ريمبارت) اليومية ذات النهج المُعادي لألمانيا في عام 1933، ومحررًا للصحفة الجَدَلية الأسبوعية المناهضة للنازية (Aux écoutes) التي كان قد أسسها المُحرر السابق «بول ليفي». ساهم أيضًا بين عامي (1936-1937) في الصحيفة اليمينية المتطرّفة الشهرية (كومبات - Combat)، وفي الصحيفة الوطنية النقابية (لينسورجيه) التي توقّفت عن النشر في نهاية المطاف؛ بسبب تدخّل بلانشو في بعض مساهماته المعادية للسامية. لكن بالرغم من ذلك لا يوجد شك بأن بلانشو كان مؤلفًّا لسلسلة من المقالات الجدلية والعنيفة التي يهاجم بها حكومة اليوم وعقيدتها في سياسة عصبة الأمم، وحذّر باستمرار من التهديد الذي تشكّله ألمانيا النازية على السلام في أوروبا.
التقى بلانشو في ديسمبر 1940 بالفيلسوف الفرنسي «جورج باطاي»، الذي كتب مقالات قويّة في مناهضة الفاشية في ثلاثينيات القرن العشرين، إذ بقي صديقه الحميم حتى وفاته في عام 1960. عمل بلانشو في باريس في فترة الاحتلال النازي. وواصل العمل كمُراجع كتب لصالح صحيفة (des débats) بين عامي (1944-1941)، حيث كتب عن شخصيات مثل «سارتر وكامو»، «باتي وميشو»، «ملارمي ودورا» لقرّاء (Pétainist) الشهيرة. وضع بهذه المراجعات حجر الأساس للتفكير النقدي الفرنسي في وقت لاحق عبر دراسة طبيعة اللغة البلاغية والمُبهمة، وعدم قابلية انتقاص الكلمة المكتوبة للمفاهيم التي تفصل بين الزِيف والحقيقة.
رفض بلانشو منصب رئاسة تحرير المجلّة الأدبية (مراجعة الفرنسية الجديدة) المتعاونة بنظره مع الأعداء، والتي اقترحها «جان بولهان»، كجزء من مسعى مدروس مسبقًا. كان ناشطًا في المقاومة وبقي معارضًا بشكل لاذع للروائي والصحفي الفاشي المعادي للسامية «روبرت برازيلاش»، الذي كان قائدًا رئيسيًا للحركة المتحالفة والمؤيدة للنازية. كاد أن يُعدم بلانشو في عام 1944، حسبما روى في نصه (لحظة موتي).

### ما بعد عام 1945
بدأ بلانشو في فترة ما بعد الحرب بالعمل ككاتب روائي وناقد أدبيّ فقط، غادر باريس عام 1947 متجهًا نحو قرية معزولة في الجنوب الفرنسي اسمها «إزي»، حيث قضى العقد التالي من عمره فيها. تجنّب بلانشو الأكاديمية كوسيلة لكسب العيش، مثله كمثل سارتر وغيره من مُفكري ذلك العصر، بدلًا من اعتماده على قلمه. الأهم من ذلك، أصبح ينشر بانتظام في مجلّة (مراجعة الفرنسية الجديدة) الأدبية بين عامي (1953-1968)، ليبدأ أسلوب حياة مُنعزل بعض الشيء، أصبح لا يرى أصدقائه المقرّبين -مثل ليفيناس-لسنوات، لكنّه استمر في كتابة الرسائل لهم وبشكل مطوّل. وكجزء من سبب العزلة التي فرضها على نفسه، فقد كانت مرتبطة ارتباطًا وثيقًا بكتاباته، وغالبًا ما أظهر العزلة بين شخصياته، لكنه كان يُعاني في الواقع من حالة صحية سيئة في معظم عمره. تحوّلت نشاطات بلانشو السياسية بعد الحرب لِتتخذ الفِكر اليساري. يعود له الفضل في الوسط الفرنسي كونه أحد المؤلفين للبيان المهم رقم 121، الذي سُميّ نسبة لعدد الموقّعين عليه، كان من بين الموقعين جان بول سارتر، روبرت أنتيلمي، آلان روب جرييه، غريليت ومارغريت دورا، رينيه شار، هنري لوفيفر، آلان رينه، سيمون سينوري وآخرون، الذين دعموا حق المُجندين في رفض مشروع تطويعهم في الجزائر. لقد كان البيان حاسمًا من حيث استجابته الفكرية للحرب.
في عام 1968، خرج بلانشو مجددًا من عزلته، داعمًا لحركات الاحتجاج الطلابية. بالرغم من كونه الظهور العلني الوحيد له؛ إلا أنه ظل على مدار خمسين عامًا مناصرًا ثابتًا للأدب الحديث وتقاليده في الأدب الفرنسي. شمل بلانشو في كتاباته مجالات الفلسفة، الخيال والنقد الأدبي، حيث جاوزت في العدد الثلاثين عملًا. عمِل بلانشو في كتاباته باستمرار-حتى سبعينيات القرن العشرين-، على كسر الحواجز بين ما يُعرف عمومًا بِ (الأسلوب الأدبي) أو (الميول) المختلف، وقد كان يتحرّك في الكثير من أعماله اللاحقة بشكل حر بين السرد والتحقيقات الفلسفية.
نشر بلانشو عام 1983، علمه (المجتمع غير الناضب)، حيث ألهم الفيلسوف الفرنسي «جان لوك نانسي» لنشر كتابه في محاوله منه لمقاربة المجتمع في تفسير غير ديني، غير سياسي ولا يهدف لأي منفعة.
توفّي بلانشو في العشرين من فبراير عام 2003، في (لو ميسنيل سان دوني الواقعة في بلدة يفلينيس) غرب البلاد.

## أعماله
لا يُمكن اعتبار عمل بلانشو على أنه نظرية مُحكمة ومحيطة بكل شيء، كونه عمل قائم على التناقض الظاهري والاستحالة. لكن السلسلة التي تصل جميع كتاباته كانت الارتباط المستمر بمسألة الأدب، من حيث تشريع القوانين الكتابة بشكل متزامن بالإضافة للتحقيق في التجارب الغريبة والمُعمّقة. حيث يقول: «يبدأ الأدب في الوقت الذي يُصبح فيه تساؤلًا» من كتاب (الأدب وحق الموت).
يعتمد بلانشو على أعمال الشاعر الرمزي «ستيفان مالارمي»، وعلى سلبية الجدليّة الهيغيلية -نسبةً للفيلسوف المؤسس جورج فيلهلم فريدريش هيغل- في صياغة مفهومه للغة الأدبية كونها لا واقعية مميّزة عن التجربة اليومية. يقول: «أقول زهرة، وخارج النسيان؛ إلى الشكل الذي يحنو إليه صوتي خارج كأس الزهرة، تنشأ هناك موسيقا، وكما الفكرة الناعمة، تلك المفقودة من كل باقة».
إن الكلمات هي الوسيلة للأفكار، ففي الاستخدام اليومي لكلمة (زهرة) في تعني الأزهار والورود في العالم، لا شك بأنه من الممكن قراءة الأدب بهذا الشكل، لكن الأدب هو أكثر من أن يُعامل كالاستخدام اليومي، لأن (الزهرة) في الأدب، لا تعني الزهرة فحسب، بل أشياء كثيرة غيرها، ويمكن أن تعني هذا فقط كون أن الكلمة مستقلة عما تدلّ عليه. يُمثّل هذا الاستقلال الذي تم تجاوزه في الاستخدام اليومي للغة؛ السلبية في قلب اللغة. تعني الكلمة شيئًا لأنه تنفي الواقع المادي للشيء، وبهذه الطريقة فحسب يمكن أن تنشأ الفكرة. ووجود الفكرة يجعل من غياب الشيء أمرًا جيّدًا. إن غياب التجسيد المادي للشيء، وإبادتها من الوجود هو الذي يجعل من الاستخدام اليومي للغة يخطو تجاه الاستفادة من الفكرة، ويُبقي على رونق الأدب وإبهاره. بالتالي فإن اللغة الأدبية ما هي إلا نفي مُزدوج لكلٍ من الشيء والفكرة. ويصبح الأدب ممكنًا في هذا الفضاء حيث تأخذ الكلمات واقعًا غريبًا وغامضًا من تلقاء نفسها، ويبقى المعنى والمرجع أيضًا ملمّح وغامض.

## وصلات خارجية
- موريس بلانشو على موقع IMDb (الإنجليزية)
- موريس بلانشو على موقع إن إن دي بي (الإنجليزية)
- موريس بلانشو على موقع ديسكوغز (الإنجليزية)

- صفحة موريس بلانشو على موقع goodreads.com
- Site Maurice Blanchot et ses contemporains
- Blanchot the extreme, An article by Philippe Sollers (بالفرنسية)